# Kallsvett
Kallsvett eller diaforesis är ett kroppsligt symtom som innebär att en person plötsligt börjar svettas fastän kroppen är kall, svettningen är inte normalt utlöst av förhöjd kroppstemperatur efter till exempel fysisk ansträngning. Kallsvett beror på en aktivering av sympatiska nervsystemet.
I akutvård är kallsvett ett viktigt tecken, eftersom det kan tyda på medicinsk chock i synnerhet om det uppkommer tillsammans med svimning och blekhet. Kallsvett kan också uppkomma av andra orsaker till syrebrist, samt av smärta, inbillad eller befogad rädsla, samt lågt blodsocker.